# 圆顶剧院
圆顶剧院（Cinerama Dome）是位于美国加利福尼亚州好莱坞日落大道6360号的一个全景电影院，1963年11月7日开始营业，是太平洋剧院的连锁店之一。 很多好莱坞电影曾在此首映。2020年3月，它由于加利福尼亚COVID-19疫情暂时关闭，2021年4月宣布永久关闭，但2022年6月又宣布计划以新名称好莱坞影院（Cinerama Hollywood）重新开放。